# Rep, Slovenska Bistrica
Rep este o localitate din comuna Slovenska Bistrica, Slovenia, cu o populație de 44 de locuitori.